# Bordtennis vid europeiska spelen 2019
Bordtennis vid europeiska spelen 2019 avgjordes mellan 22 och 29 juni 2019. Under tävlingarna delades det ut medaljer i fem stycken grenar. Runt 128 idrottare deltog.
Medaljörerna i herrarnas och damernas singeltävling samt guldmedaljörerna i lagtävlingarna och mixdubbel kvalificerade sig för Olympiska sommarspelen 2020.

## Medaljsummering
| Gren       | Guld                                                    | Silver                                                    | Brons                                                |
| Herrsingel | Timo Boll (GER)                                         | Jonathan Groth (DEN)                                      | Tomislav Pucar (CRO)                                 |
| Herrar lag | Tyskland Dimitrij Ovtcharov Patrick Franziska Timo Boll | Sverige Jon Persson Kristian Karlsson Mattias Falck       | Portugal João Monteiro Marcos Freitas Tiago Apolónia |
| Damsingel  | Fu Yu (POR)                                             | Han Ying (GER)                                            | Ni Xialian (LUX)                                     |
| Damer lag  | Tyskland Han Ying Nina Mittelham Xiaona Shan            | Rumänien Bernadette Szőcs Daniela Dorean Elizabeta Samara | Polen Li Qian Natalia Bajor Natalia Partyka          |
| Mixdubbel  | Tyskland Patrick Franziska Petrissa Solja               | Rumänien Ovidiu Ionescu Bernadette Szocs                  | Frankrike Tristan Flore Laura Gasnier                |

## Medaljtabell
| Pl.    | Nation    | Guld | Silver | Brons | Totalt |
| ------ | --------- | ---- | ------ | ----- | ------ |
| 1      | Tyskland  | 4    | 1      | 0     | 5      |
| 2      | Portugal  | 1    | 0      | 1     | 2      |
| 3      | Rumänien  | 0    | 2      | 0     | 2      |
| 4      | Danmark   | 0    | 1      | 0     | 1      |
| 4      | Sverige   | 0    | 1      | 0     | 1      |
| 6      | Kroatien  | 0    | 0      | 1     | 1      |
| 6      | Frankrike | 0    | 0      | 1     | 1      |
| 6      | Luxemburg | 0    | 0      | 1     | 1      |
| 6      | Polen     | 0    | 0      | 1     | 1      |
| Totalt | Totalt    | 5    | 5      | 5     | 15     |